# Onychodactylus tsukubaensis
Onychodactylus tsukubaensis (japanisch ツクバハコネサンショウウオ Tsukuba-Hakonesanshōuo) ist eine Schwanzlurchart aus der Familie der Winkelzahnmolche.

## Beschreibung
Onychodactylus tsukubaensis

Link zum Bild

Onychodactylus tsukubaensis ist eine mittelgroße Onychodactylus-Art. Der Körper ist vergleichsweise dick. Es sind klar abgegrenzte, helle Dorsalbänder vorhanden. Die Anzahl der Wirbel vom Atlas bis vor dem Kreuzbein beträgt normalerweise 18. Rippenfurchen sind 12 vorhanden. Die rechte und linke Reihe der Gaumenzähne verläuft durchgängig ohne Lücken. Jede Reihe besteht für gewöhnlich aus 15 bis 18 Zähnen. Der Schwanz ist verhältnismäßig kurz und bei Männchen ebensolang oder etwas länger als die Kopf-Rumpf-Länge, bei Weibchen dagegen kürzer. Auch im Larvenstadium ist der Schwanz dieser Art kurz.

## Vorkommen und Verhalten
Bislang ist Onychodactylus tsukubaensis nur aus dem östlichen Japan bekannt. Die Art kommt hier an den Bergen Tsukuba, Kaba, Ashio, Kinoko, Tsubakuro der Tsukuba-Berge der Präfektur Ibaraki vor. Das nördlichste bekannte Vorkommen befindet sich am Tsubakuro, das südlichste an den südlichen Hängen des Tsukuba. Die bekannte Vertikalverbreitung reicht von 350 bis 871 Meter über dem Meer (am Tsubukura).
Die Art lebt in kühlen, humiden bewaldeten Gebirgen. Am Tsukuba und Kaba pflanzen sie sich in unterirdischen Quellen fort. Diese liegen in Höhenlagen von ungefähr 550 bis 700 Meter über dem Meer. Der Wasserdurchfluss und die Temperatur von 7,9 bis 9,5 °C sind hier ganzjährig stabil. Die Fortpflanzungszeit reicht vermutlich vom späten Mai bis Mitte Juni. Februar und März sollen Jungtiere mit einer Gesamtlänge von ungefähr 35 Millimeter erscheinen. Diese leben ungefähr 3 Jahre in den Fließgewässern, anschließend findet bei einer Gesamtlänge ungefähr 80 Millimeter von Juli bis Oktober die Metamorphose statt.

## Status
Die Art wird von der IUCN Stand 2021 als vom Aussterben bedroht (critically endangered) eingestuft.

## Systematik
Onychodactylus tsukubaensis wurde 2013 von Natsuhiko Yoshikawa und Masafumi Matsui erstbeschrieben. Sie gehört zum Onychodactylus japonicus-Artenkomplex. Das Artepitheton tsukubaensis ist vom Berg Tsukuba abgeleitet. Dieser Berg ist sowohl die Typuslokalität der Art als auch der höchste Berg der Tsukuba-Berge, wo die Art vorkommt.